# Kaman
Kaman Corporation («Ка́ман») — американская холдинговая компания, объединяющая предприятия, основанные авиаконструктором Чарльзом Каманом — Kaman Aircraft (вертолётостроение, основана в 1945), Kaman Aerospace (Авиационные комплектующие, боеприпасы, военно-технические исследования), Kaman Industrial Distribution (поставки и складская логистика комплектующих).
В октябре 2007 года подразделение Kaman Music Corporation (музыкальные инструменты), основанное в 1966 году, было продано музыкальной корпорации Fender, как непрофильное.

## Виды деятельности и подразделения
В 1957 году стартовала программа диверсификации направлений деятельности корпорации, был учреждён научно-исследовательский филиал в Колорадо-Спрингс, в 1961 году было учреждено подразделение гражданских авиаперевозок AirKaman, Inc., в 1964 году было приобретено подразделение AviDyne, специализирующееся на аэронавтике и космических технологиях, в 1966 году в структуру корпорации влилось ещё три промышленных филиала.

### Kaman Aircraft и Kaman Aerospace
Дислокация: Блумфилд, Мусап и Плейнфилд, Коннектикут
Историческое ядро компании, вертолётостроитель Kaman Aircraft, основано в 1945. Первыми вертолетами компаниями стали модели K-125, K-190 и K-225 Основной заказчик — ВМС США; фирма не смогла закрепиться на рынке общевойсковых и гражданских вертолётов. Современная линейка продуктов (помимо ремонта и восстановления старой техники) включает «летающий кран» Kaman K-MAX и боевой вертолёт морского базирования Kaman SH-2G Super Seasprite.
Сбыт вертолётов крайне неустойчив, поэтому ещё в 1950-х годах Каман дифференцировал свой бизнес, начав производство авиационных комплектующих по заказам других военно-промышленных предприятий. По итогам 2006 финансового года эти подразделения заработали 48 млн долларов операционной прибыли при продажах в 326 млн, что существенно ниже рентабельности в «большой» авиапромышленности. Патенты, выданные в последние годы Kaman Aerospace, свидетельствуют о продолжении военно-технических разработок в областях систем поиска на море (см. лидар), подводной связи, противолодочной борьбы, управляемых торпед и т. п. военно-морских систем.

### AirKaman
Дислокация: Брэдли, Коннектикут
Подразделения: Омаха, Небраска; Джэксонвилл, Флорида
Гражданские авиаперевозки по маршруту Хартфорд, Коннектикут — Спрингфилд, Массачусетс и авиасообщение с прилегающими населёнными пунктами установлено в 1961 году. С начала 1968 года география перевозок расширена, образовано подразделение в штате Небраска, с конца 1968 года в штате Флорида.

### Kaman Automation
Дислокация: Блумфилд, Коннектикут
Производство фасовочно-упаковочного оборудования.

### AviDyne
Дислокация: Бедфорд, Массачусетс
Разработка авиационной и ракетно-космической техники, исследования в сфере космических технологий.

### KaCarb Products
Дислокация: Блумфилд, Коннектикут
Производство по эксклюзивной технологии собственной разработки самосмазывающихся, жаропрочных, нержавеющих шарикоподшипников повышенной надёжности и увеличенного срока службы из титана, керамики и прессованного графита.

### Kaman Music
Дислокация: Нью-Хартфорд, Коннектикут
Подразделения:
Coast Wholesale Music Co., Лос-Анджелес и Сан-Франциско, Калифорния (1967) — дистрибьюторская сеть магазинов музыкальных инструментов
National Musical Strings, Нью-Брансуик, Нью-Джерси (1970) — завод-изготовитель струн
C. Bruno & Sons, Мелвилл, Нью-Йорк; Остин, Техас; Лос-Анджелес, Калифорния (1971) — дистрибьюторская сеть магазинов музыкальных инструментов
Производство музыкальных инструментов было учреждено в 1966 году под названием Ovation Instruments как побочный продукт многолетнего хобби Чарльза Камана, занимавшегося любительским изготовлением и доводкой гитар. Для этих целей в Нью-Хартфорде были арендованы три этажа здания бывшей хлопкопрядильной фабрики, где было налажено производство гитар по технологиям обработки древесины для авиационной промышленности. Серийное производство музыкальных инструментов фактически стартовало в 1974 году, до этого продолжалась подготовка к производству, установка станков и производственного оборудования, пусконаладочные работы, — Каман не хотел гнаться за прибылью и выпускать низкокачественные инструменты до тех пор пока технология их производства не достигнет необходимого уровня качества звучания, особенно учитывая то обстоятельство, что технология производства принципиально отличалась от уже существующих.
В 1980-е годы Kaman Music активно скупала независимых производителей музыкальных инструментов (Adamas, Hamer, Gibraltar Hardware, Gretsch, Sabian, Takamine и др.) и в 2006 году вышла на уровень продаж 214 млн долларов с операционной прибылью 11 млн долларов. В октябре 2007 года Kaman Music была продана со всеми брендами компании Fender за 117 млн долларов.

### Kaman Industrial Distribution
Подразделения:
Reliable Bearing & Supply Co., Сан-Бернардино, Калифорния (1971) — производство подшипников
Western Bearings, Inc., Солт-Лейк-Сити, Юта (1971) —  — производство подшипников
Bitco, Inc., Спокан, Вашингтон (1972) — промышленное производство и сервисное обслуживание реализованной продукции, приобретено в марте 1972 года.
В 1971—1989 Kaman активно скупал мелкие предприятия — поставщиков подшипников, гидравлических приводов, специализированных трансмиссий и т. п. С приобретением трёх национальных дистрибуторов оборудования и комплектующих Kaman Industrial Distribution стал крупнейшей частью Kaman Corp. и третьим по величине дистрибьютором комплектующих в стране, сохраняя давние связи с ВМС США, судостроительной и авиационной промышленность. В 2006 оборот подразделения составил 665 млн долларов при операционной прибыли 35 млн долларов.

### Kaman Nuclear
Дислокация: Колорадо-Спрингс, Колорадо
Kaman Nuclear Corp. проводила научные исследования и опытно-конструкторские работы в сфере атомной энергетики и ядерного оружия для Вооружённых сил США и Комиссии по атомной энергетике, разработка ядерных боевых частей для баллистических ракет подводных лодок («Поларис», «Посейдон» и «Трайдент»), ЯБЧ для армейских противоракет атмосферного перехвата («Спринт»), оценка устойчивости и живучести объектов стратегических объектов системы ПРО страны («Сейфгард») к воздействию поражающих факторов стратегического ядерного арсенала противника, оценка результатов испытаний ядерного оружия флота на морских атоллах, поражающих факторов ядерного взрыва для надводных сил флота и палубной авиации, время полураспада продуктов ядерных осадков и другие направления НИОКР.

### Kaman Sciences
Дислокация: Колорадо-Спрингс, Колорадо
Kaman Sciences Corp. — научно-исследовательский филиал, отвечавший за широкий спектр научной деятельности в области электроники, электромеханики, электротехники, проводивший аналитические исследования, ядерные испытания (направление ядерных исследований позже обособилась в отдельный филиал, см. выше).

## Смена руководства
Чарльз Каман отошёл от активного управления бизнесом, передав его сыну, Чарльзу-младшему, в 1991. Чарльз-младший ушёл с поста председателя совета директоров в 2001; представителей семьи Каманов более нет ни в совете директоров, ни в исполнительном звене компании. Преемник, Пол Кун, организатор сделки по продаже музыкального подразделения, занимает посты председателя Совета директоров с 2001 года и СЕО с 1999 года. В сентябре 2007, накануне сделки с Fender, на второе по значению место Президента компании и СОО был избран Нил Китинг.